# Paxton (Massachusetts)
Paxton – miasto w Stanach Zjednoczonych, w stanie Massachusetts, w hrabstwie Worcester.